# Pero immundaria
Pero immundaria är en fjärilsart som beskrevs av Walker 1866. Pero immundaria ingår i släktet Pero och familjen mätare. Inga underarter finns listade i Catalogue of Life.